# Rhinoleucophenga angustifrons
Rhinoleucophenga angustifrons är en tvåvingeart som beskrevs av Malogolowkin 1946. Rhinoleucophenga angustifrons ingår i släktet Rhinoleucophenga och familjen daggflugor. Inga underarter finns listade i Catalogue of Life.